# Tipula cruciata
Tipula cruciata är en tvåvingeart som beskrevs av Edwards 1928. Tipula cruciata ingår i släktet Tipula och familjen storharkrankar. Inga underarter finns listade i Catalogue of Life.